# Nossa Senhora de Todas as Nações
Nossa Senhora de Todas as Nações ou de Todos os Povos é um dos títulos com que a Virgem Maria é invocada desde suas aparições à Ida Perdeeman, que ocorreram entre os anos 1945 e 1959 em Amsterdã, nos Países Baixos.

## A vidente
Isje Johanna Peerdeman ou simplesmente Ida Peerdeman (Alkmaar, 13 de agosto de 1905 – Amsterdã, 17 de junho de 1996) foi uma leiga católica neerlandesa que alegou presenciar aparições da Virgem Maria e receber outras revelações e pedidos particulares da mesma.
Naacida em 13 de agosto de 1905 na cidade de Alkmaar, nos Países Baixos, era a mais nova de cinco filhos. Ela era uma mulher comum e trabalhava como secretária em Amsterdã. Em 25 de março de 1945, Peerdeman relatou ter visto uma mulher cercada de luz que se identificou como "A Senhora" e "Mãe". As visões pelas quais tornou-se conhecida cessaram em 31 de maio de 1959. Em sua última mensagem, Maria teria lhe dito: "Adeus, vejo você no céu".
Ida Peerdeman foi a criadora da "Fundação Senhora de Todas as Nações", um movimento com o objetivo de tornar conhecida as mensagens que alegou receber. O movimento recebeu apoio de um membro de uma família Brenninkmeijer, influentes em Amsterdã. Em dezembro de 1979, a fundação comprou uma propriedade em Diepenbrockstraat, Amsterdã, que se tornou o centro do culto das aparições e também o lugar onde Peerdeman passou a residir. Ali passou o resto de sua vida, promovendo as mensagens que afirmava ter recebido e acompanhando os peregrinos que lhe visitavam.
Faleceu em 17 de junho de 1996, aos 90 anos de idade. Seu funeral foi presidido por Dom Hendrik Bomers, então bispo de Haarlem-Amsterdã, na capela em que fundou, estando sepultada no Cemitério Católico de Santa Bárbara, em Amsterdã.

## As aparições

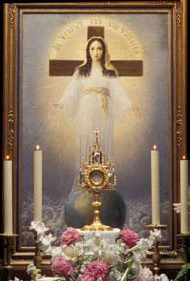
Pintura da "Senhora de Todas as Nações" no altar da capela de mesmo nome em Amsterdã

Em 25 de março de 1945, durante a primeira aparição, Ida Peerdeman relata: "Ela estava vestida de branco e usava uma faixa. Ela ficou com os braços abaixados e as palmas das mãos voltadas para mim. Pensei que devia ser a Santíssima Virgem e que não poderia ser outra pessoa. Eu então perguntei: 'Você é Maria?' Ela respondeu: 'Vocês devem me chamar de Senhora, Mãe'".
Em 4 de março de 1951, Maria apareceu vestida de branco, de pé sobre um globo e com os braços de uma cruz projetada atrás de sua cabeça e ombros. Ela então afirmou que uma imagem que assim a representasse devia ser amplamente propagada, juntamente com a oração que ensinou ao verso.
As mensagens da Senhora de Todas as Nações a Ida Peerdeman enfatizam a importância da Eucaristia e retratam detalhadamente os eventos que precedem e que trarão o triunfo de seu Imaculado Coração, de modo que deveriam ser instituídos os últimos dogmas marianos: Corredentora, Medianeira e Advogada. Maria disse que não daria outros sinais além de suas palavras para validar as aparições: "Você ainda não consegue apreciar minhas palavras. Meus sinais são inerentes às minhas palavras" (31 de maio de 1955). "Agora darei uma resposta a quem pediu um sinal. A todos eles digo: os meus sinais estão contidos nas minhas palavras. Ó vocês de pouca fé! Vocês são como crianças que insistem em fogos de artifício, mas não têm olhos para a verdadeira luz e para o verdadeiro fogo" (31 de maio de 1957).
Profecias também foram feitas pela aparição. Muitas se cumpriram e estão relacionados em sua maioria a conflitos políticos, como a separação das Coreias e o avanço dos povos orientais contra os ocidentais, e também religiosas, como as futuras mudanças eclesiásticas promovidas com a instituição do Concílio Vaticano II. Ao todo, foram relatadas 23 aparições atribuídas a Virgem Maria.
As aparições marianas de Amsterdã são específicas porque são em grande parte "privadas". Apenas duas aparições ocorreram em público, na igreja de Saint-Thomas. As mensagens de Maria a Ida são consideradas as mais densas de todas as aparições marianas já relatadas.

### Estabelecimento de uma oração
Em 11 de fevereiro de 1951, Maria ensinou e pediu a Ida Perdeeman que divulgasse uma oração pela proclamação do quinto dogma final: Corredentora, Mediadora de Todas as Graças e Advogada:

Senhor Jesus Cristo, Filho do Pai, enviai agora o Vosso Espírito sobre a Terra. Fazei o Espírito Santo habitar nos corações de todos os povos, para que sejam preservados da decadência, das calamidades e da guerra. Que a Senhora de Todos os Povos, que antes era Maria, seja a nossa Advogada. Amém.
No ano de 2005, a Congregação para a Doutrina da Fé solicitou que o final da oração "que antes era Maria" fosse removido para que se evitassem mal entendidos entre os fiéis. Em 2006, Dom Jozef Marianus Punt optou que o verso deveria ser substituído por "a Santíssima Virgem Maria".

## Controvérsias sobre o reconhecimento

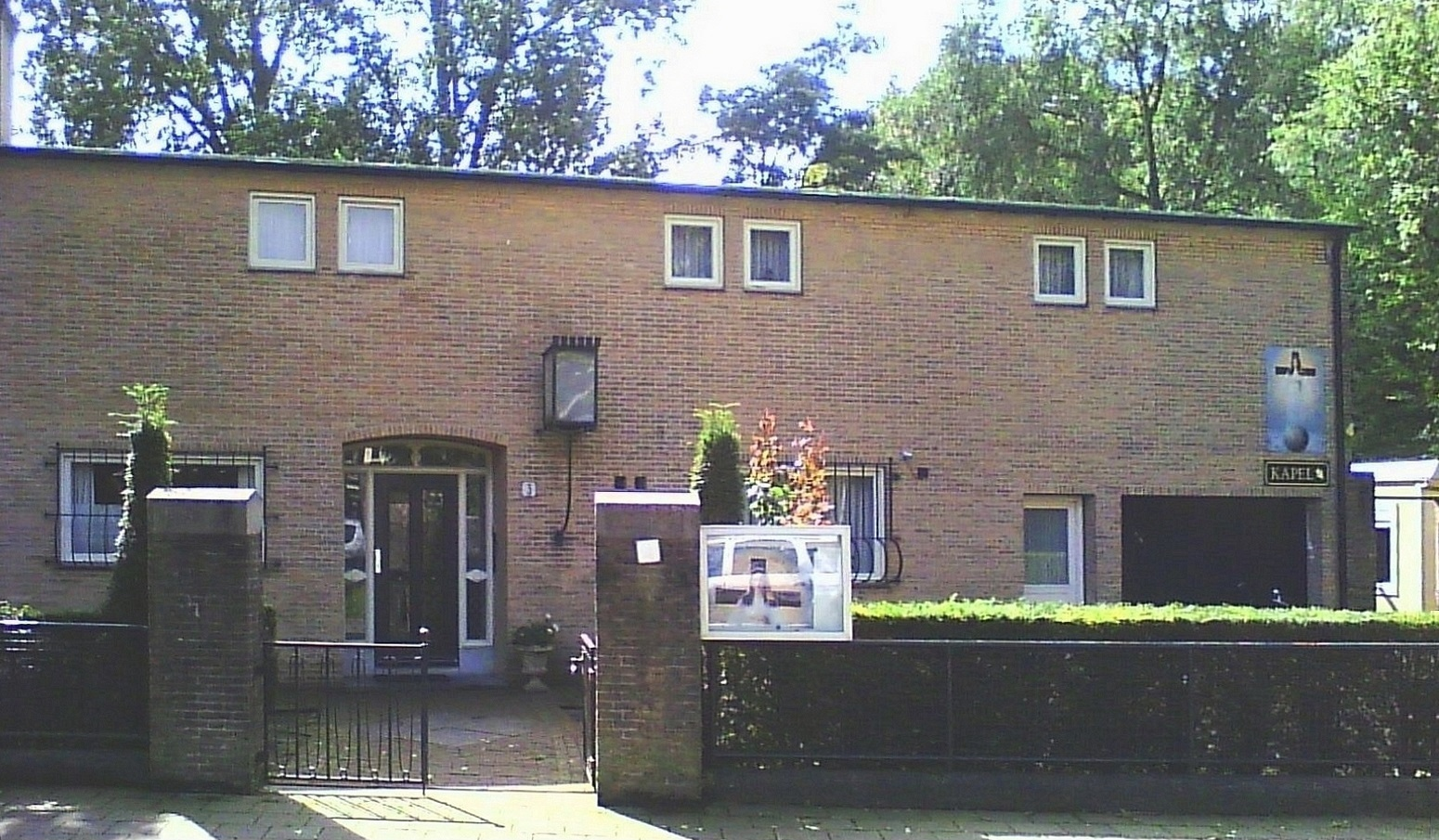
Capela de Nossa Senhora de Todas as Nações em Amsterdã, adquirida em 1979 por Ida Perdeeman

Na Igreja Católica, a tarefa de julgar o caráter sobrenatural de uma suposta aparição normalmente cabe ao bispo da diocese em que a aparição ocorre, neste caso a Diocese de Haarlem-Amsterdam (anteriormente conhecida como Diocese de Haarlem).
- O bispo Johannes Huibers, que era bispo de Haarlem enquanto ocorriam as aparições, deu a sua aprovação (nihil obstat) ao título e à oração associada à aparição.[12] "Em 7 de maio de 1956, o Bispo Huibers, após um exame cuidadoso do caso relativo às supostas aparições e revelações de 'Nossa Senhora de Todas as Nações', declarou que 'não encontrou nenhuma evidência da natureza sobrenatural das aparições'".[13] A Congregação para a Doutrina da Fé (CDF) do Vaticano afirmou a sua posição em 13 de março de 1957 e novamente em 24 de maio de 1972 e 25 de maio de 1974.[13]
- Em 31 de maio de 1996, o Bispo Hendrik Bomers, com permissão da CDF,[12] permitiu a veneração pública usando o título, a oração e a imagem, mantendo ao mesmo tempo que a questão do caráter sobrenatural das próprias aparições não estava resolvida e deixada ao julgamento da própria consciência.[14] Ele reiterou seu apoio em uma carta datada de 3 de dezembro de 1997.[15]
- Em 31 de maio de 2002, Jozef Marianus Punt, então bispo da Diocese de Haarlem-Amsterdã, declarou que as próprias aparições eram de origem sobrenatural.[16] (Desde então, tem havido debate se o Bispo Punt tinha autoridade para anular a decisão do seu antecessor, visto que a decisão do seu antecessor foi confirmada pela CDF).[nota 1]
- Em uma carta datada de 8 de agosto de 2005, o secretário da CDF reconheceu que "as referidas aparições receberam a aprovação de Sua Excelência, o Rev. Jozef Punt",[18][19] mas expressou o pedido da CDF de que a oração associada com a aparição seja editada, substituindo as palavras "que um dia foi Maria" por "a Santíssima Virgem Maria".[20][21]
- Em uma carta datada de 20 de julho de 2020, sob o rótulo Prot. N. 2353/20, enviado da Nunciatura Apostólica no Líbano ao Cardeal Béchara Pierre Raï, Patriarca de Antioquia dos Maronitas, após seu pedido sobre a atual posição oficial da Igreja em relação à devoção à Virgem Maria como 'Senhora de todas as Nações', e depois de pedir esclarecimentos à Congregação para a Doutrina da Fé.[22] O referido Dicastério Doutrinario destacou que a Notificação publicada em 25 de maio de 1974, disponível em sua página web, ainda é válida hoje. Afirma que, após adequado estudo, "não consistiu no caráter sobrenatural das aparições". Portanto, os fiéis são convidados a "cessar toda propaganda sobre as supostas aparições e revelações da 'Senhora de todas as Nações', e instados "a expressar a sua devoção à Virgem Santa como Rainha do Universo [...] com formas reconhecidas recomendado pela Igreja". A carta da própria congregação à Conferência Episcopal das Filipinas, de 20 de maio de 2005, não contém nada que possa sugerir uma mudança de opinião do Dicastério sobre o assunto. Tudo isto bem considerado, a Congregação para a Doutrina da Fé é de opinião que não é conveniente contribuir para a difusão da veneração de Maria como 'Senhora de todas as Nações'.
- Em 4 de janeiro de 2021, "o escritório doutrinário do Vaticano [exortou] os católicos a não promoverem 'as supostas aparições e revelações’ associadas ao título mariano de 'Senhora de todas as Nações'", segundo um bispo holandês.[23] O apelo da Congregação para a Doutrina da Fé foi anunciado num esclarecimento emitido em 30 de dezembro pelo Bispo Johannes Willibrordus Maria Hendriks, de Haarlem-Amsterdam. Hendriks, que como bispo local é o principal responsável pela avaliação das aparições, disse que decidiu emitir a declaração após consultar a congregação doutrinária do Vaticano, que orienta os bispos no processo de discernimento.
- Em 17 de maio de 2024, a CDF publicou um documento acerca de novas normas para o recebimento de fenômenos sobrenaturais. Em um dos trechos, a congregação se refere novamente aos controversos eventos de Amsterdã como de origem "não-sobrenatural", se baseando nas sentenças negativas dadas em 1974 e 2020.[24]
- No dia 11 de julho de 2024, o cardeal Víctor Manuel Fernández, prefeito do Dicastério para a Doutrina da Fé, reforçou novamente o caráter negativo das aparições a fim de que o "povo de Deus e seus pastores" tirem suas conclusões.[25][26]

## Notoriedade e influência da devoção

### Ligações com outras aparições marianas

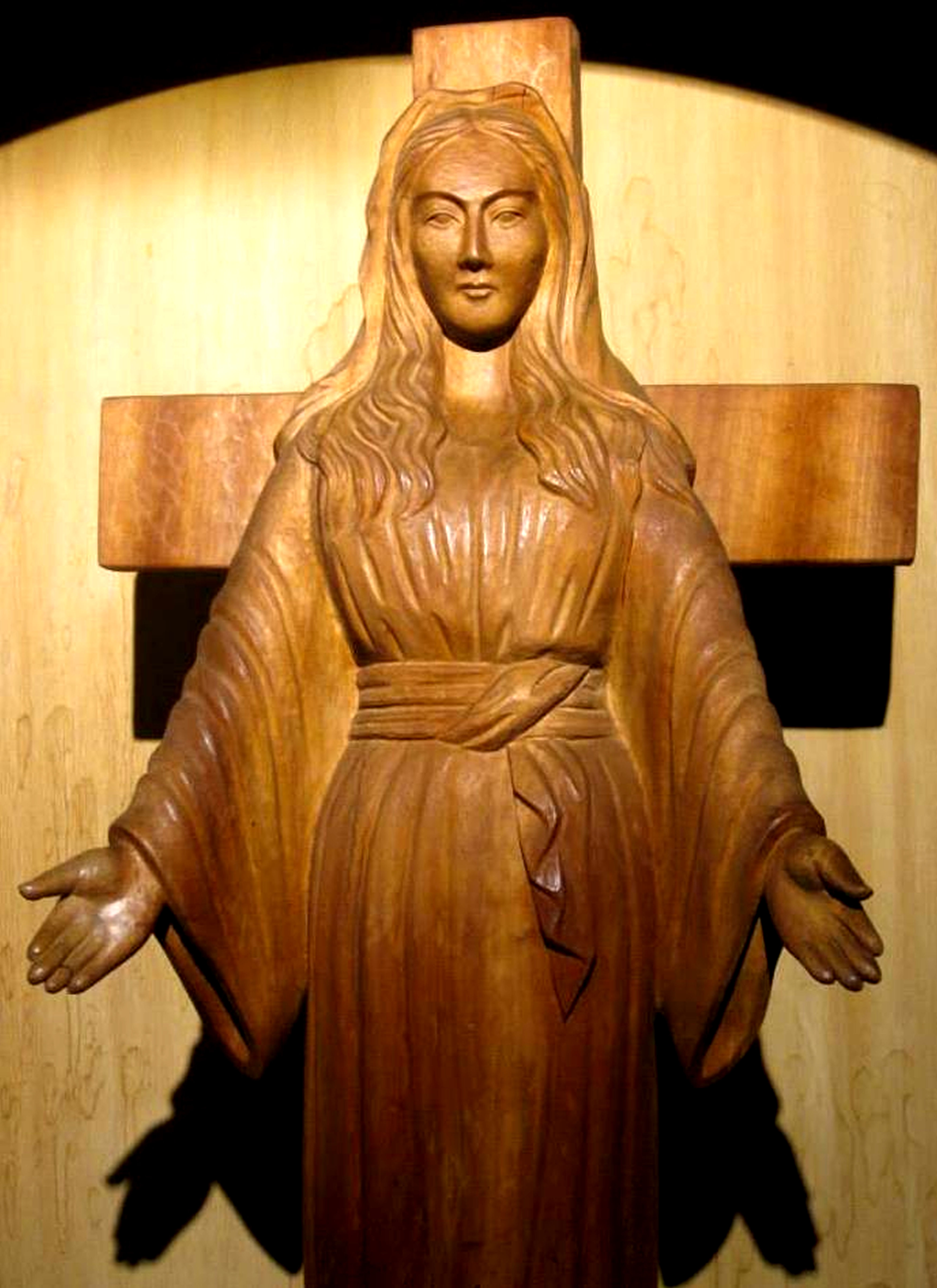
Estátua de Nossa Senhora de Akita

Em 1973, uma estátua de madeira da Senhora de Todas as Nações foi enviada para um convento em Akita, no Japão. Em julho do mesmo ano, a Irmã Agnes Sasagawa, uma religiosa que residia no convento, ouviu uma voz vinda da estátua dando-lhe mensagens. A cura "milagrosa" da vidente, bem como os numerosos lacrimejamentos da estátua, levaram o bispo local a abrir uma investigação sobre os acontecimentos. No ano de 1984, o bispo da diocese de Niigata, dom John Shojiro Ito, reconheceu "o caráter sobrenatural" dos fenômenos, e em 1988 o Vaticano confirmou a decisão do bispo Ito.
De 1976 a 1984, a Virgem Maria teria aparecido perto da cidade de Cúa, na Venezuela, a Maria Esperanza Medrano de Bianchini e apresentou-se como a "Reconciliadora de todos os povos e nações". As aparições marianas de Finca Betânia foram reconhecidas por Pío Bello Ricardo, então bispo de Los Teques, em 21 de novembro de 1987.

### No restante do mundo
No Brasil, no município paulista de Atibaia, foi fundado em 2012 pela Diocese de Bragança Paulista o Santuário "A Senhora de Todos os Povos", sediado no bairro Jardim das Cerejeiras e com devoção ao orago das aparições de Amsterdã. Ele está incluído na rota de turismo religioso da região.

#### Galeria

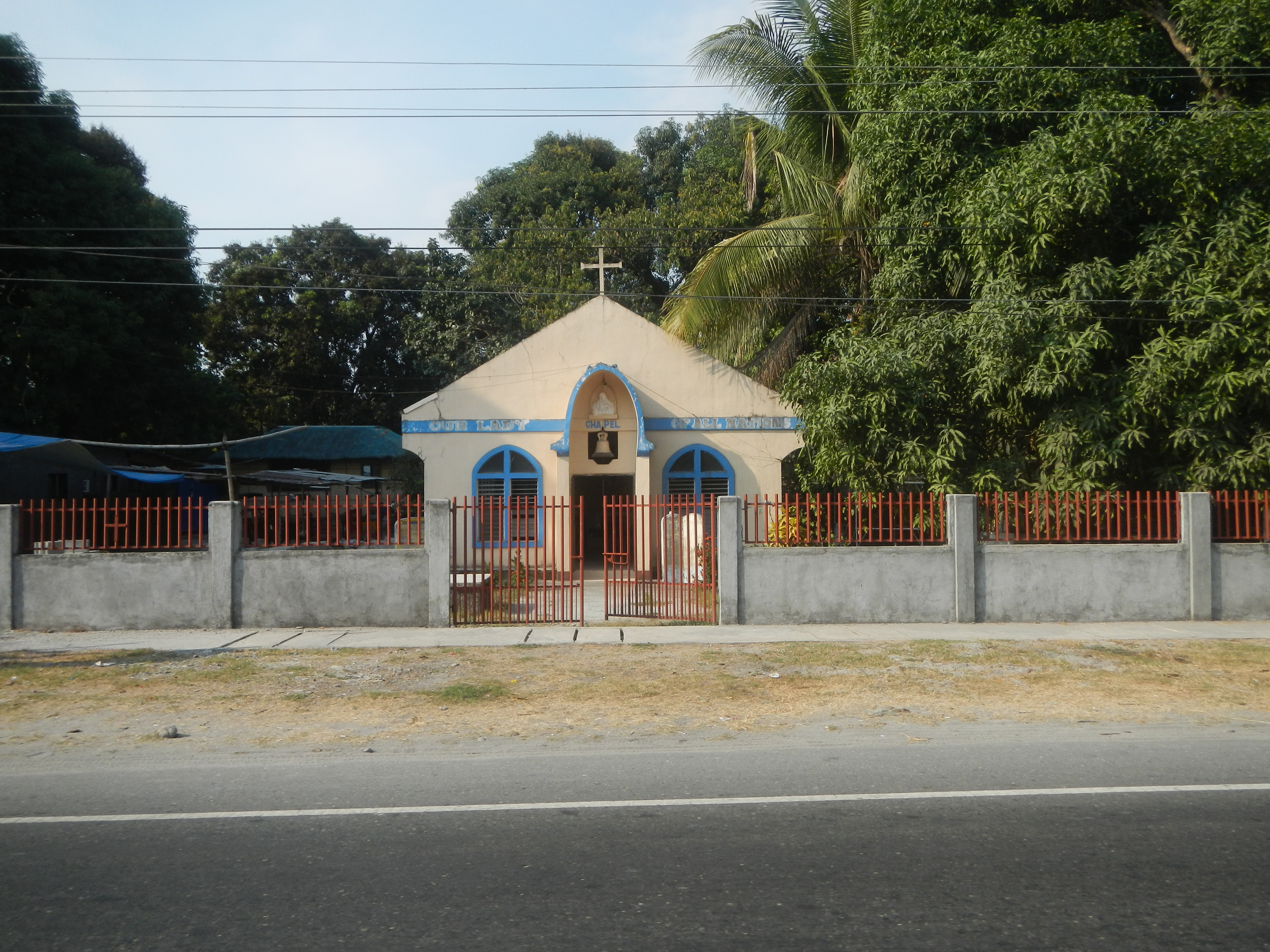
Capela de Nossa Senhora de Todas as Nações, em San Marcelino (Filipinas)
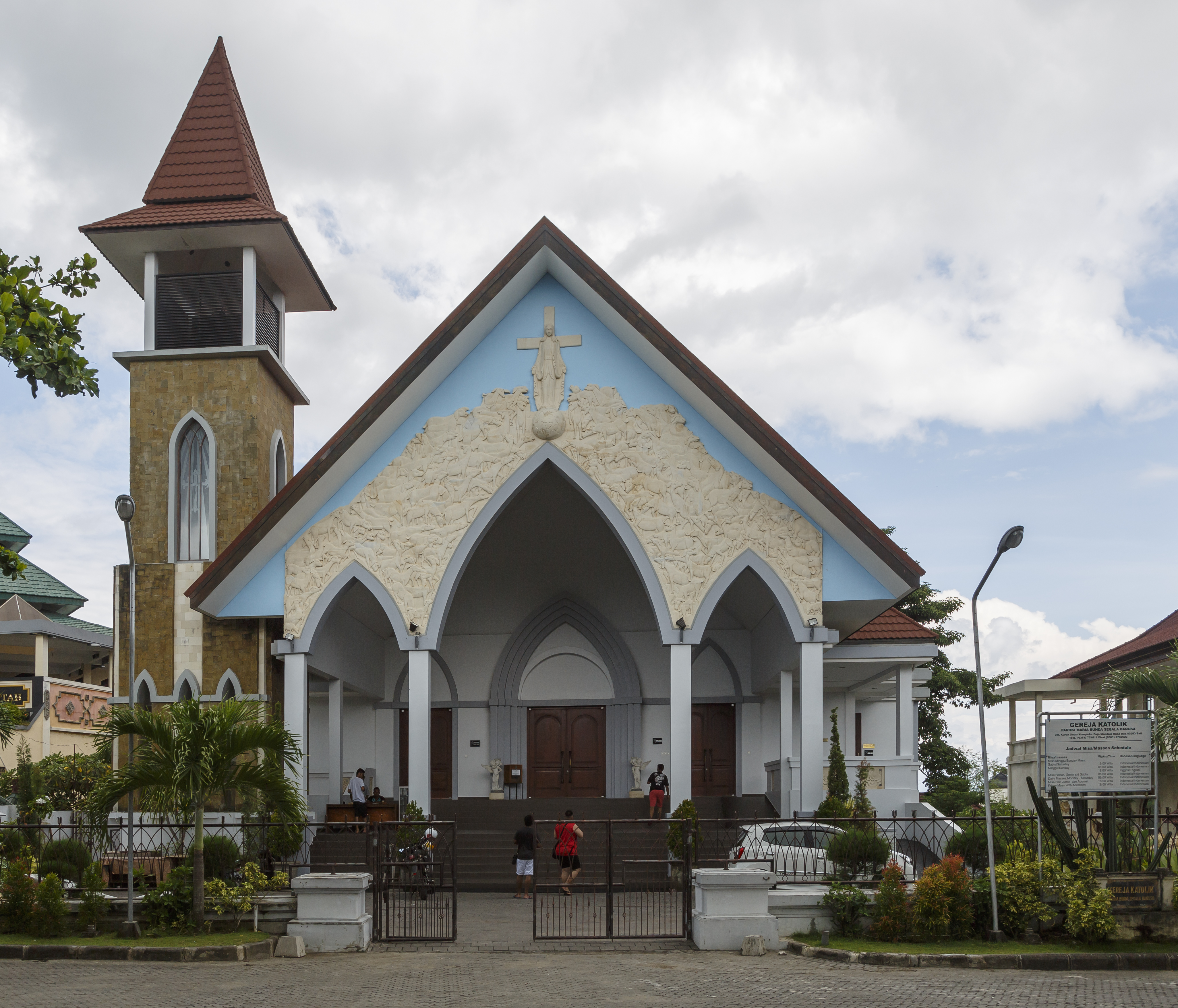
Igreja de Maria, Mãe de Todas as Nações na Indonésia